# Fani Živec
Živec Fani, slovenska učiteljica, * 18. februar 1883, Skopo, † 4. oktober 1971, Pordenone, Italija.

## Življenje in delo
Ljudsko šolo je obiskovala v rojstnem kraju. Po končanem učiteljišču v Gorici je v letih 1903−1927 poučevala v Dutovljah, ko je bila z odločbo fašistične oblasti premeščena v notranjost Italije. Premestitev je odklonila in se predčasno upokojila. Po upokojitvi ni več poučevala v šolskih poslopjih, ampak je neumorno učila rojake  z besedo in zgledom, kakšne so dolžnost, ki jih ima vsak človek do Boga, naroda in države. Ko je po 2. svetovni vojni zavezniška vojaška uprava odprla v Trstu in Coni A slovenske šole, se je Živčeva prijavila in pričela poučevati v Skopem in Dutovljah. Septembra 1947 se je umaknila v Trst in tam učila na osnovni šoli pri Sv. Ivanu do upokojitve leta 1949. Nekaj let po upokojitvi se je preselila k nečaku v Pordenone, kjer je tudi pokopana. 